# (18838) Shannon
(18838) Shannon est un astéroïde de la ceinture principale.

## Description
(18838) Shannon est un astéroïde de la ceinture principale. Il fut découvert le 18 juillet 1999 à l'observatoire d'Ondřejov par Lenka Šarounová et Peter Kušnirák. Il présente une orbite caractérisée par un demi-grand axe de 2,87 UA, une excentricité de 0,08 et une inclinaison de 1,3° par rapport à l'écliptique.

## Compléments